# مرکز پزشکی عاصف هاروفه
مرکز پزشکی عاصف هاروفه (به انگلیسی: Assaf HaRofeh Medical Center) بیمارستانی در اسرائیل است که در ۱۹۱۸ میلادی ساخته شد و دارای ۸۰۰ تخت است.